# Jean Boyer (homme politique, 1937)
Pour les articles homonymes, voir Jean Boyer et Boyer.
Jean Boyer, né le 4 janvier 1937 au Puy-en-Velay où il est mort le 21 juillet 2025,, est un homme politique français, membre du parti Les Centristes (LC).

## Biographie
Exploitant agricole à Blanzac (Haute-Loire), Jean Boyer débute dans les années 1970 une carrière d'élu local. Maire de Blanzac de 1971 à 1995, il devient conseiller général (DVD) du canton de Saint-Paulien en en 1979, puis vice-président du conseil général de la Haute-Loire en 1985, sous la présidence du centriste Jacques Barrot (UDF-CDS). Il a également été membre du conseil régional d'Auvergne de 1986 à 1998.
Parallèlement à ses activités politiques, il exerce diverses fonctions au sein des organisations professionnelles agricoles : vice-président de la Mutualité sociale agricole (1983), président du Conservatoire botanique national du Massif central de Chavaniac-Lafayette (1996-2003) ou encore membre du Conseil économique et social, dont il préside la section agriculture et alimentation,.
Candidat DVD aux élections sénatoriales de 2001, il bat le sortant Guy Vissac (RPR) et devient sénateur de la Haute-Loire. Au Sénat, il se spécialise dans les questions agricoles et rejoint le groupe de l'Union centriste (UC), dont il est élu vice-président. En 2011, après avoir abandonné la vice-présidence du conseil général, il annonce son intention de briguer un nouveau mandat parlementaire. Il est réélu sénateur et élu secrétaire du Sénat en octobre 2011.
Membre de la Nouvelle UDF dans les années 2000, il rejoint par la suite le Nouveau Centre, et participe en 2010 à la fondation de la fédération de Haute-Loire du parti centriste.
En janvier 2014, il annonce son intention de quitter le Sénat au1er octobre, afin de permettre l'élection de son suppléant, Olivier Cigolotti. Il démissionne finalement le 3 novembre 2014, ouvrant la voie à une élection sénatoriale partielle en Haute-Loire.
Il meurt le 21 juillet 2025 à l'âge de 88 ans, sans que le lieu et les causes du décès ne soient révélés.

## Distinctions et honneurs

### Décorations françaises
- Chevalier de la Légion d'honneur[12]
- Officier de l'ordre national du Mérite
- Commandeur de l'ordre du Mérite agricole